# Moramo si pomagati
Moramo si pomagati (češko Musíme si pomáhat) je češki komično-dramski vojni film iz leta 2000, ki ga je režiral Jan Hřebejk in zanj napisal tudi scenarij skupaj s Petrom Jarchovskýjem. V glavnih vlogah nastopajo Bolek Polívka, Anna Šišková, Csongor Kassaiá in Jaroslav Dušek. Zgodba je postavljena v čas nacistične okupacije in Protektorata Češke in Moravske, ko par brez otrok na vsak način poskuša skriti in tako rešiti judovskega prijatelja pred holokavstom.
Film je bil premierno prikazan 16. marca 2000 v čeških kinematografih. Kot češki kandidat je bil nominiran za oskarja za najboljši mednarodni celovečerni film na 73. podelitvi. Skupno je prejel petnajst nagrad in tri nominacije na svetovnih filmskih festivalih.

## Vloge
- Bolek Polívka kot Josef Čížek
- Anna Šišková kot Marie Čížková
- Csongor Kassai kot David Wiener
- Jaroslav Dušek kot Horst Prohaska
- Martin Huba kot dr. Albrecht Kepke
- Jiří Pecha kot František Šimáček
- Simona Stašová kot Libuše Šimáčková
- Vladimír Marek kot častnik SS
- Richard Tesařík kot stotnik
- Karel Heřmánek kot stotnik